# Masahiko Kimura
Masahiko Kimura (10. září 1917 – 18. duben 1993) byl japonský judista, který je všeobecně považován za jednoho z největších judistů všech dob.